# Eggert Aron Guðmundsson
Eggert Aron Guðmundsson, né le 8 février 2004 en Islande, est un footballeur international islandais, qui évolue au poste de milieu offensif au SK Brann.

## Biographie

### En club
Né en Islande, Eggert Aron Guðmundsson est formé par le Ungmennafélagið Stjarnan. Il joue son premier match en professionnel avec cette équipe, le 7 mars 2020, lors d'une rencontre de coupe de la Ligue islandaise contre le UMF Víkingur. Il entre en jeu en fin de match et se fait remarquer en inscrivant également son premier but, participant à la victoire des siens par sept buts à un.
Le 9 janvier 2024, Eggert Aron Guðmundsson rejoint la Suède afin de s'engager en faveur de l'IF Elfsborg pour un contrat courant jusqu'en juin 2028,.
Ses débuts avec son nouveau club sont retardés en raison d'une blessure à la jambe survenue en début d'année lorsque le joueur est parti jouer pour sa sélection. Son absence est estimée à deux ou trois mois.
Il marque son premier but pour le club le 6 juillet 2024 face à l'IF Brommapojkarna, en championnat. Il entre en jeu et participe à la victoire de son équipe par trois buts à zéro.

### En sélection
Eggert Aron Guðmundsson représente l'équipe d'Islande des moins de 19 ans. Il est notamment retenu avec cette sélection pour participer au Championnat d'Europe des moins de 19 ans en 2023. Lors de ce tournoi organisé à Malte il joue trois matchs, tous en tant que titulaire, et marque un but. Son équipe est éliminée dès la phase de groupe avec un bilan d'une défaite et deux matchs nuls.
Le 14 janvier 2024, Eggert Aron Guðmundsson honore sa première sélection avec l'équipe nationale d'Islande face au Guatemala. Il est directement titularisé au poste d'ailier droit lors de cette rencontre qui se solde par la victoire de son équipe (0-1 score final).